# Disocactus eichlamii
Disocactus eichlamii là một loài thực vật có hoa trong họ Cactaceae. Loài này được (Weing.) Britton & Rose mô tả khoa học đầu tiên năm 1913.